# Longido
Longido es un valiato de Tanzania perteneciente a la región de Arusha. Fue creado en 2007 al separarse del vecino valiato de Monduli.
En 2012, el valiato tenía una población de 123 153 habitantes, de los cuales 2285 vivían en el ward de Longido. La etnia principal del lugar son los masáis.
El valiato es fronterizo con Kenia y en su territorio se ubica el monte Longido. La localidad se ubica unos 60 km al norte de la capital regional Arusha, sobre la carretera T2 que lleva a Nairobi

## Subdivisiones
Se divide en dieciocho katas:
- Elang'atadapash
- Engarenaibo
- Engikaret
- Gelai Lumbwa
- Gelai Meirugoi
- Iloirienito
- Kamwanga
- Ketumbeine
- Kimokouwa
- Longido
- Matale
- Mundarara
- Namanga
- Ol‐molog
- Orbomba
- Tingatinga
- Sinya
- Noondoto